# بالا کوه (جویم)
بالا کوه، روستایی در دهستان جویم بخش مرکزی شهرستان جویم در استان فارس ایران است.

## جمعیت
بر پایه سرشماری عمومی نفوس و مسکن در سال ۱۳۹۵، جمعیت این روستا برابر با ۴۳ نفر (۱۱ خانوار) بوده‌است.